# 1987年東京都知事選挙
1987年東京都知事選挙（1987ねんとうきょうとちじせんきょ）は、1987年（昭和62年）4月12日に執行された東京都知事選挙。第11回統一地方選挙の一環として実施された。

## 概説
3期目を目指す鈴木俊一に、都政与党の自民党と民社党、公明党が相乗りした（自公民路線）。
一方、1980年の社公合意により形骸化していた社共共闘が、1955年の革新統一候補・有田八郎以来、30余年で遂に瓦解した。日本社会党では小中陽太郎や小田実らの名前が浮かんでは消えたが、自らも有力候補であった日本社会党委員長に就任した土井たか子が内部の路線対立を纏められず、混乱の責任を取る形で党都本部委員長で元参議院議員の和田静夫が自ら出馬した。日本共産党は勤労者通信大学学長の畑田重夫を推薦したが、革新統一の候補を擁立できなかった。
花形武と深作清次郎の政見放送が話題を呼んだが、都知事選5度目の深作は生涯最後の出馬となった。同じく常連候補の品川司は唯一の首長選挑戦となった。1955年から9回連続で出馬していた赤尾敏も深作同様、これが最後の都知事選となった。
同性愛者の東郷健は太田竜の掲げるユダヤ陰謀論に感化され、1990年の第39回衆議院議員総選挙以降は共闘するようになる。渡邊は福田拓泉の支援を受け立候補した。

## 立候補者
11名、届け出順
| 立候補者名                         | 年齢 | 新旧 | 党派 | 肩書き                                   |
| ---------------------------------- | ---- | ---- | --- | ---------------------------------------- |
| 渡邊明生 （わたなべ あきお）       | 45   | 新   | 政治結社報国新聞社 （大日本誠流社、老人福祉党、社会を明るく住みよくする全国婦人の会、正義と人権を守り明日の日本を考える救国斬奸党 推薦） | 報国新聞社主幹、皇道社会長               |
| 畑田重夫 （はただ しげお）         | 63   | 新   | 無所属 （共産党 推薦） | 国際政治学者、元名古屋大学教授           |
| 品川司 （しながわ つかさ）         | 76   | 新   | 日本民主党 | 平和厚生会代表理事                       |
| 花形武 （はながた たけし）         | 58   | 新   | 無所属 | 元日本大学文理学部助教授、講師           |
| 赤尾敏 （あかお びん）             | 88   | 新   | 大日本愛国党 | 大日本愛国党総裁、元代議士               |
| 太田竜 （おおた りゅう）           | 56   | 新   | 日本みどりの連合 | 日本みどりの連合代表                     |
| 東郷健 （とうごう けん）           | 54   | 新   | 雑民党 | 雑誌編集長、雑民の会会長                 |
| 和田静夫 （わだ しずお）           | 64   | 新   | 無所属 （社会党 推薦） | 社会党都連委員長、前参議院議員           |
| 鈴木俊一 （すずき しゅんいち）     | 76   | 現   | 無所属 （自民党、民社党、公明党 推薦）                                                                                                   | 東京都知事、全国知事会会長、元自治省次官 |
| 南俊夫 （みなみ としお）           | 75   | 新   | 世界連邦政府創設委員会 | 世界連邦政府創設委員会委員長             |
| 深作清次郎 （ふかさく せいじろう） | 75   | 新   | 無所属 （反ソ決死隊、日本青年社 推薦）                                                                                                   | 著述業、反ソ決死隊長                     |

## 投票結果

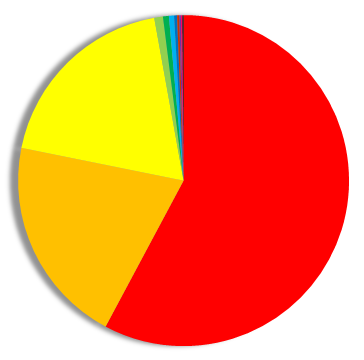
各候補の得票率（得票数の多かった順）

投票率は43.19%で、前回1983年の47.96%を大きく下回った（前回比 -4.77%） 。
候補者別の得票数の順位、得票数、得票率、惜敗率、供託金没収概況は以下のようになった。供託金欄のうち「没収」とある候補者は、有効投票総数の10%を下回ったため全額没収された。得票率と惜敗率は未発表のため暫定計算とした（小数3位以下四捨五入）。
|      | 順位 | 候補者名    | 党派                   | 新旧 | 得票数    | 得票率 | 惜敗率 | 供託金 |
| ---- | ---- | ----------- | ---------------------- | ---- | --------- | ------ | ------ | ------ |
| 当選 | 1    | ■鈴木俊一   | 無所属                 | 現   | 2,128,476 | 57.81% | ----   |        |
|      | 2    | ■和田静夫   | 無所属                 | 新   | 749,659   | 20.36% | 35.22% |        |
|      | 3    | ■畑田重夫   | 無所属                 | 新   | 698,919   | 18.98% | 32.84% |        |
|      | 4    | ■品川司     | 日本民主党             | 新   | 30,873    | 0.84%  | 1.45%  | 没収   |
|      | 5    | ■赤尾敏     | 大日本愛国党           | 新   | 21,211    | 0.58%  | 1.00%  | 没収   |
|      | 6    | ■太田竜     | 日本みどりの連合       | 新   | 18,564    | 0.50%  | 0.87%  | 没収   |
|      | 7    | ■花形武     | 無所属                 | 新   | 10,648    | 0.29%  | 0.50%  | 没収   |
|      | 8    | ■深作清次郎 | 無所属                 | 新   | 7,716     | 0.21%  | 0.36%  | 没収   |
|      | 9    | ■東郷健     | 雑民党                 | 新   | 5,957     | 0.16%  | 0.27%  | 没収   |
|      | 10   | ■南俊夫     | 世界連邦政府創設委員会 | 新   | 5,345     | 0.15%  | 0.25%  | 没収   |
|      | 11   | ■渡邊明生   | 政治結社報国新聞社     | 新   | 4,200     | 0.11%  | 0.20%  | 没収   |

社会党推薦の和田と共産党推薦の畑田が革新勢から立候補したことで社共共闘が瓦解したこともあり、現職批判票が分散して無風化し、多選批判を乗り越えて鈴木が圧勝した。
その他の候補のなかでは、唯一の首長選挑戦となった品川司が赤尾敏らを凌駕し、「その他の候補」の最上位進出を果たした。